# وروارية
الوروار أو القارور أو القرقر أو طير المطرأو طير الجنة أو الجواري أو الصقرقع أو أبوورقة أو وروارية أو آكل النحل أو الخُضَيْراء أو الخضيري أو الزياني (الاسم العلمي: Meropidae) (بالإنجليزية: Bee-eaters)‏ هي فصيلة الطيور تتبع رتبة الشقراقيات من طائفة الطيور.

## وصفها
فصيلة الطيور هذه تضم 27 نوعا، وهي طيور صغيرة إلى متوسطة الحجم ولها جسم رفيع وطويل نسبيا، ويبلغ طول الطائر ما بين 17 و 35 سم، والوزن ما بين 15، و85 جم وهي طيور تعيش في مجموعات ويميزها منقارها الطويل المدبب والمقوس لأسفل وأجنحتها كبيرة وحادة الطرف ولها قدرة عالية في مجال الطيران يساعدها في ذلك طول جناحيها وطول الذيل أيضا .
الأرجل قصيرة بصفة عامة وكذلك الأقدام فهي صغيرة وضعيفة، وتجثم هذه الطيور على أسلاك التلغراف وعلى الأغصان وتنطلق من هناك، لاصطياد غذائها، ويغلب اللون الأخضر والأزرق والأحمر والأصفر على طيور هذه العائلة حيث تظهر بقع من هذه الألوان في ريش الطائر إضافة إلى عصابة سوداء من الريش الأسود في المنطقة المحيطة بالعين بما يشبه القناع، ولا يختلف لون وشكل الذكر عن الأنثى ولكن ألوان الذكر أكثر بريقا من ألوان الأنثى.

## الهجرة
تهاجر أنواع من هذه العائلة خصوصا تلك التي تعيش وتتكاثر في المناطق المعتدلة، وتتكاثر طيور الوروار في مستعمرات جماعية أو في أعشاش منفردة، وتبني أعشاشها في أنفاق طويلة يصل طولها إلى 3 أمتار تحفرها في أجناب الكثبان الرملية، وتبيض أنثى الوروار 2-7 بيضات ويشارك الذكر في حضانة البيض لمدة 18-23 يوما وتتغذى على الحشرات الطائرة خصوصا النحل الشغال.

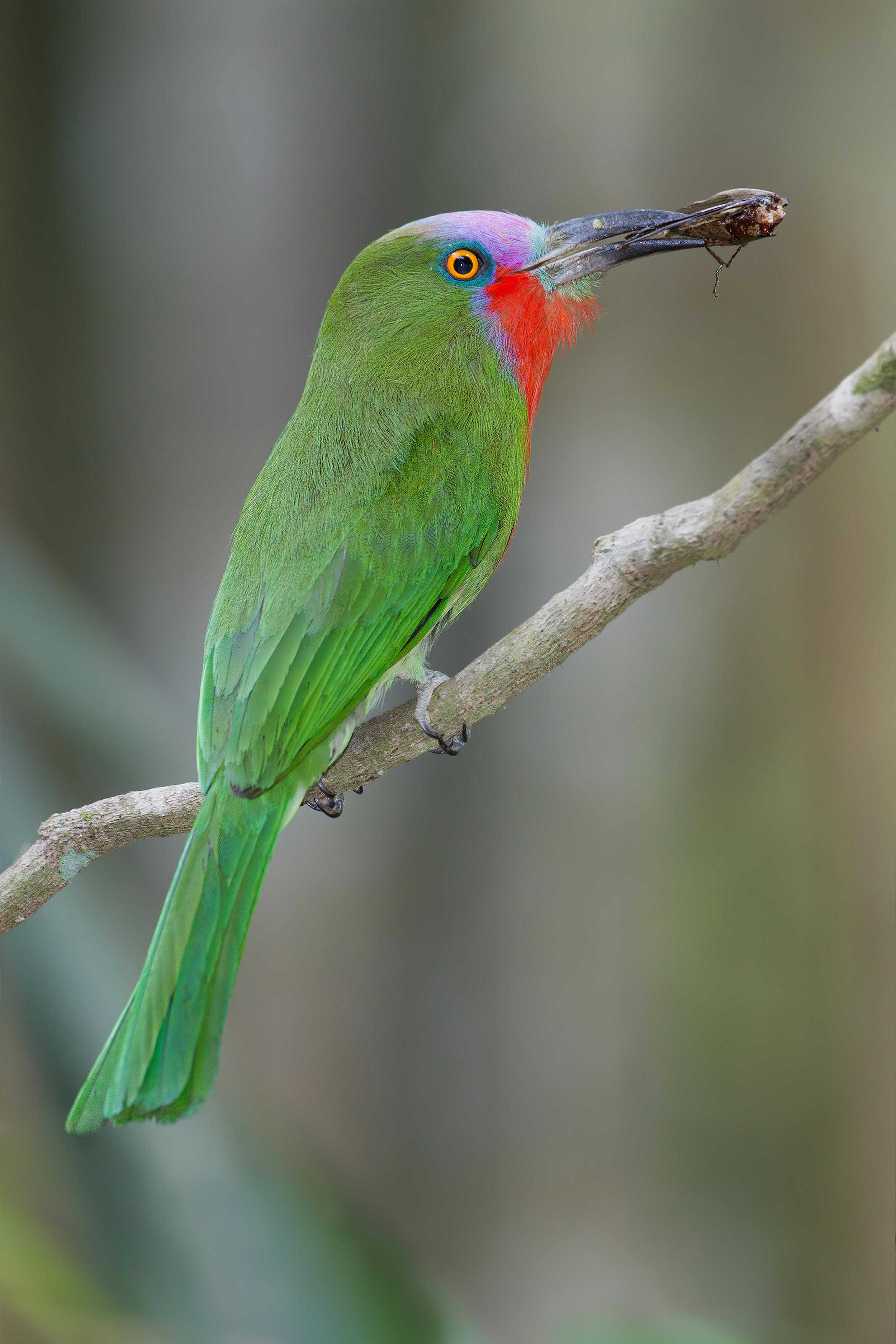
وروار أحمر اللحية (Nyctyornis amictus)
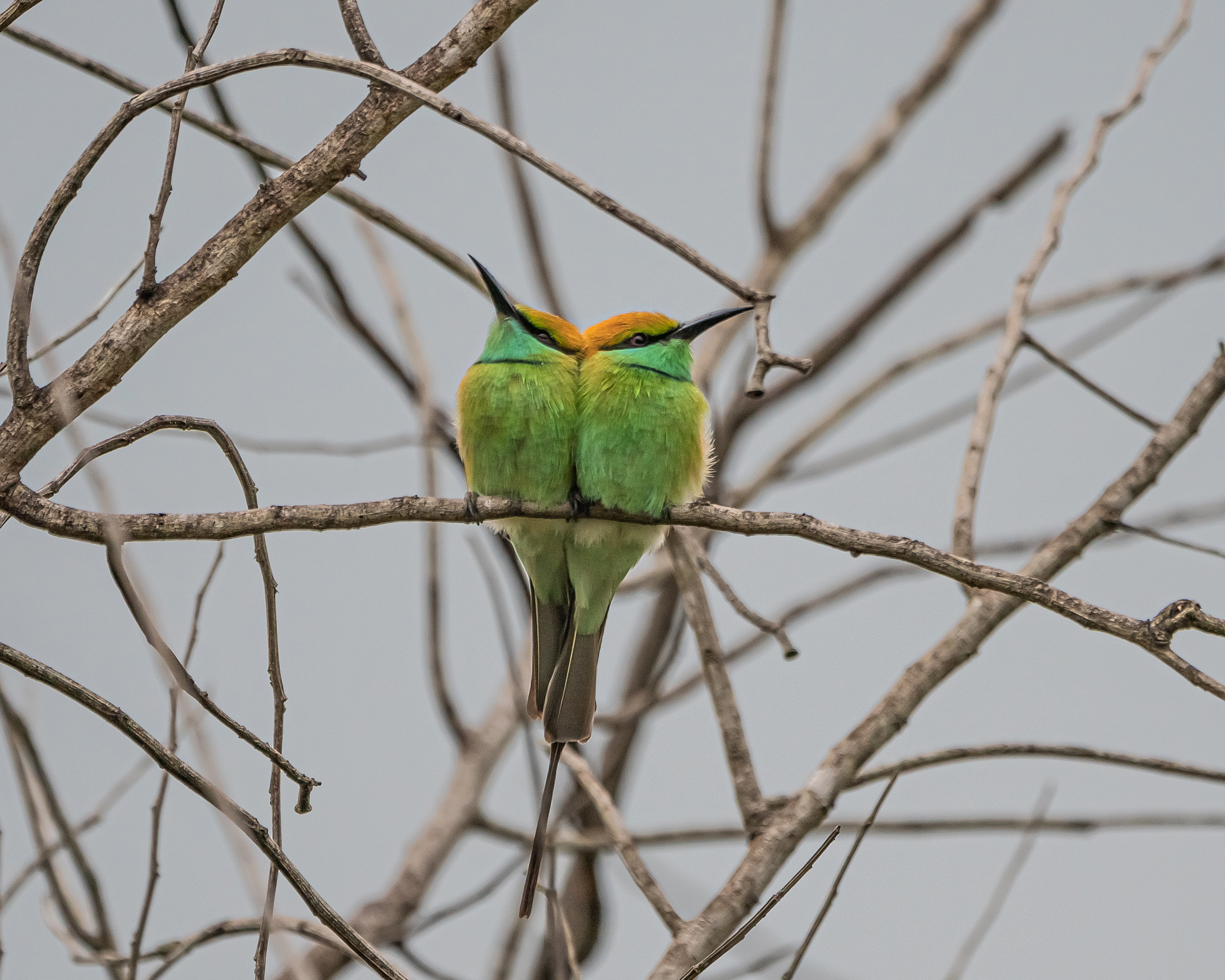
وروار أخضر (Merops orientalis)
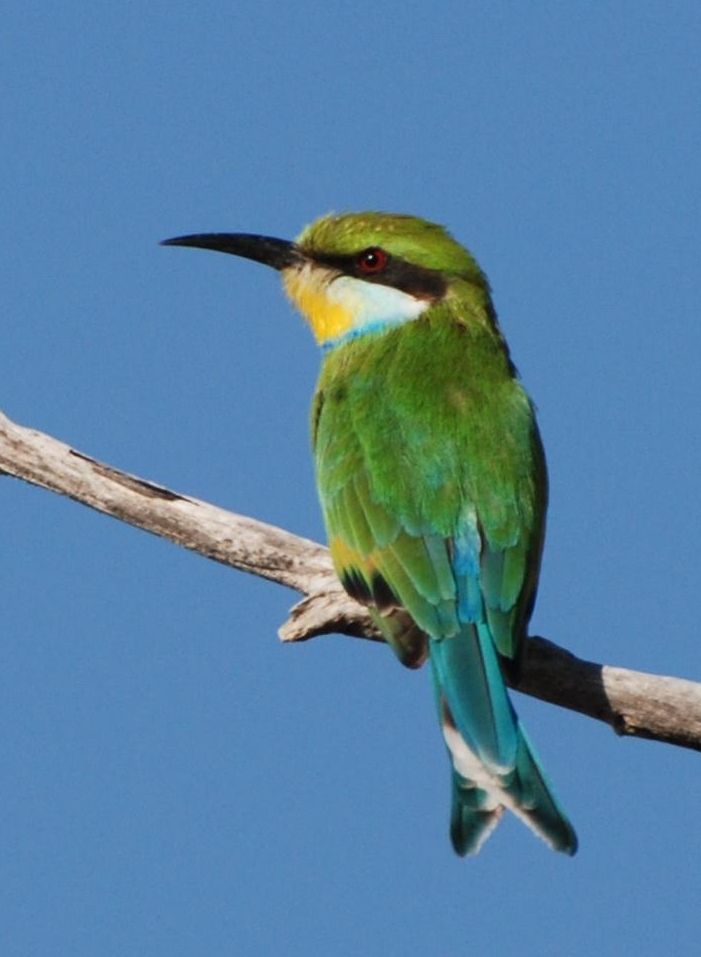
وروار سنونوي الذيل (Merops hirundineus)
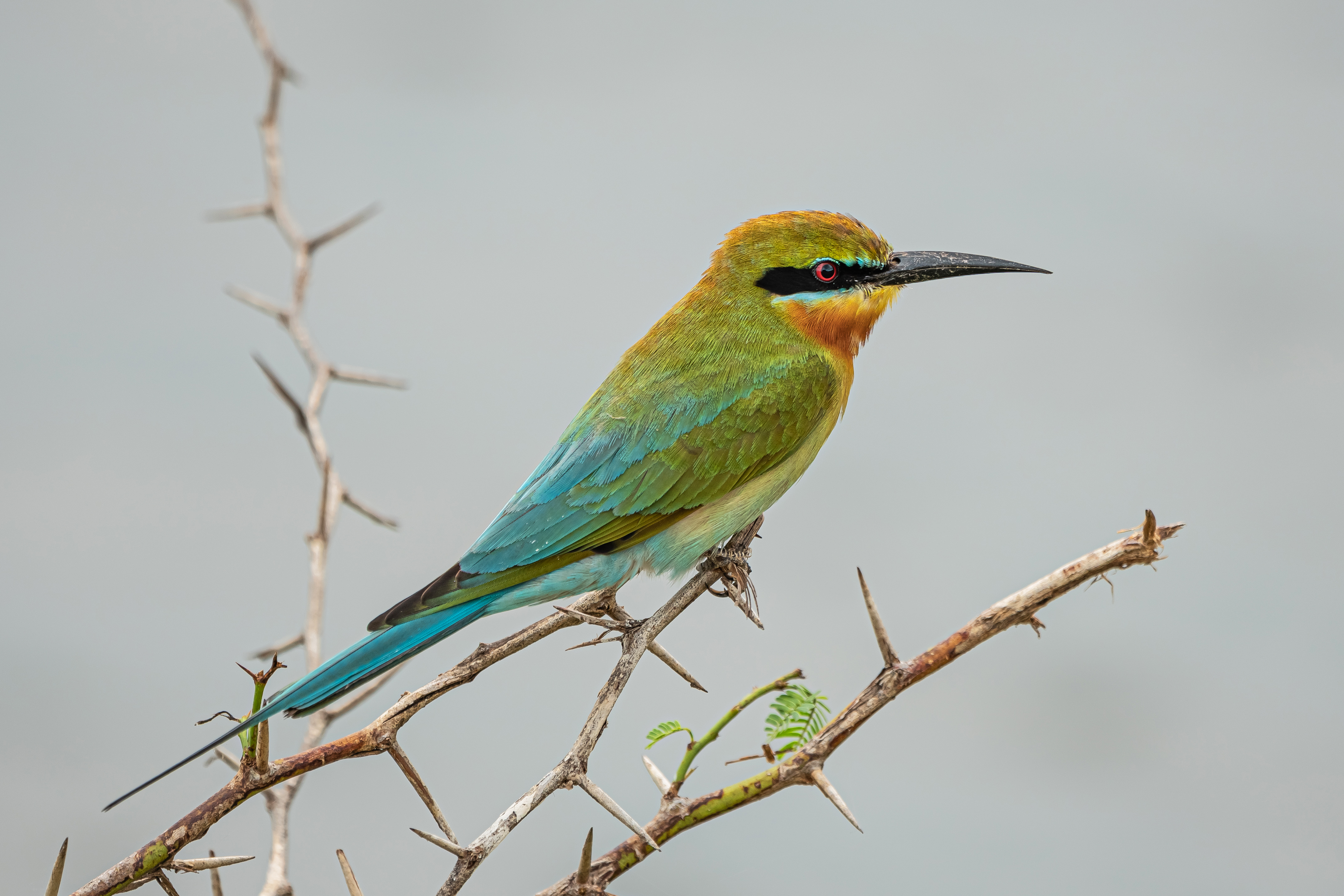
وروار أزرق الذيل (Merops philippinus)
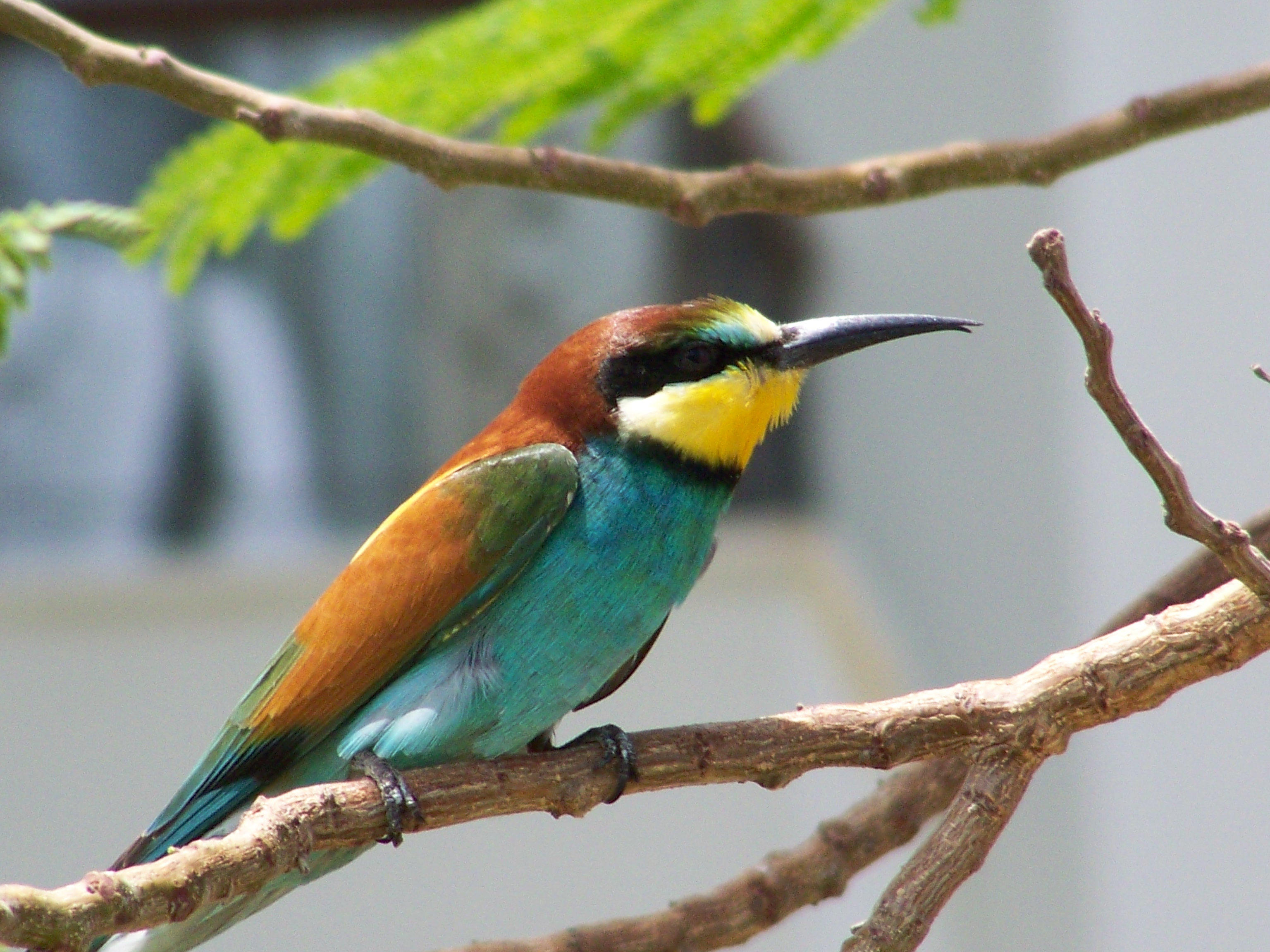
وروار أوروبي (Merops apiaster)
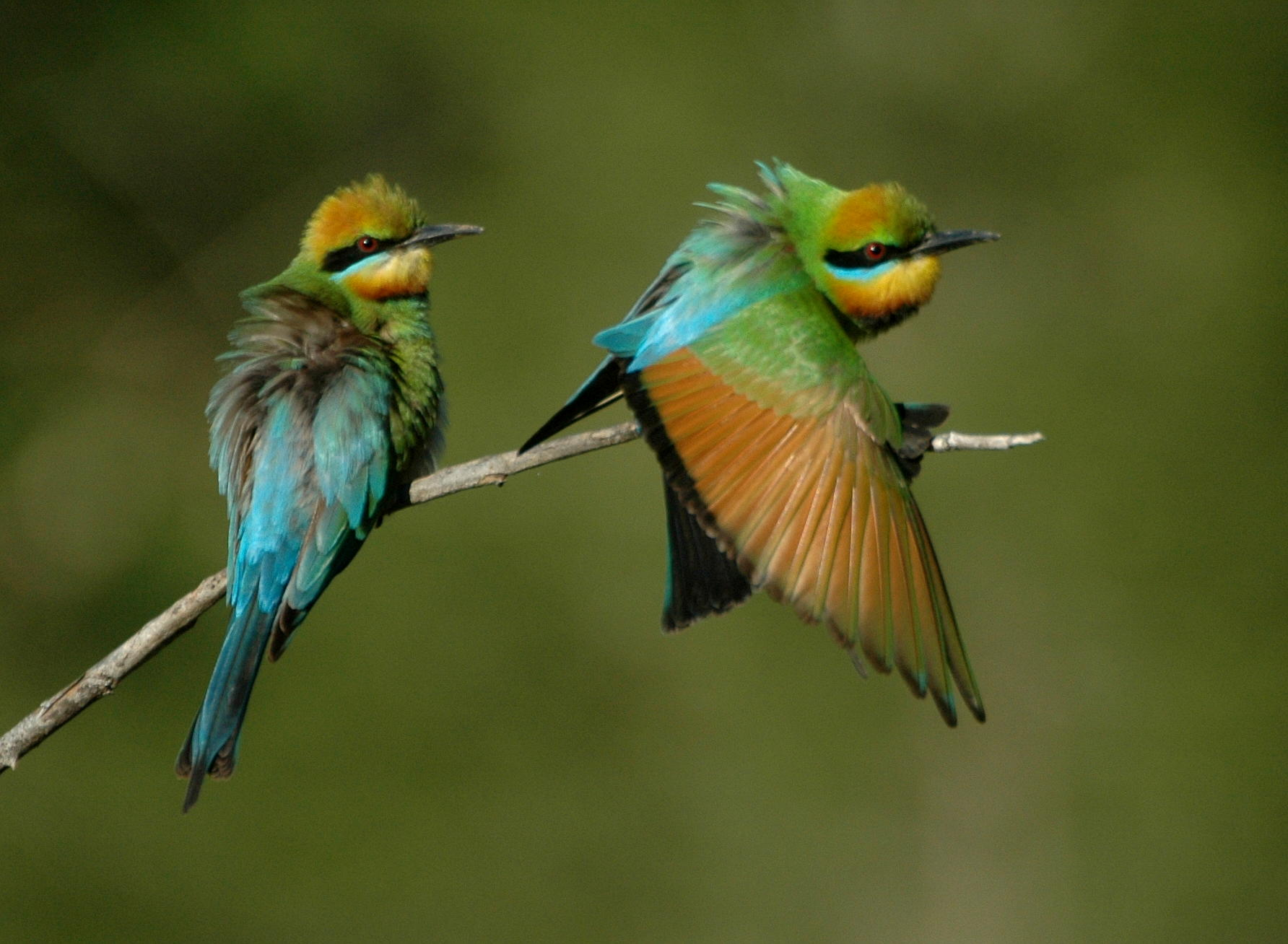
وروار قوس قزح (Merops ornatus)
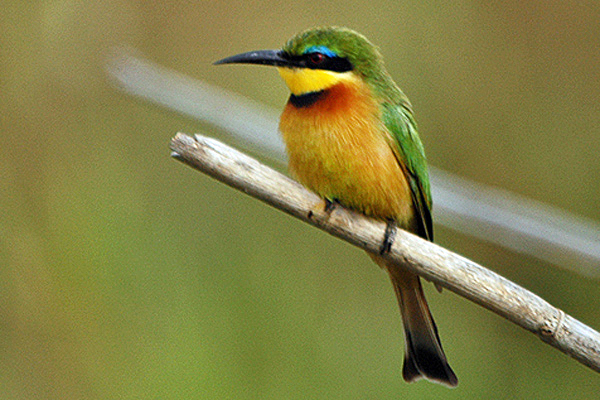
وروار صغير (Merops pusillus)

## أجناس
- وروار
- وروار ليلي
- وروار أرجواني

## في الأدب العربي
القوارير:جمع ( قارور) وهي طيور خضر من الطيور المهاجرة تأتي إليهم في السنة مرتين وهي في طريقها إلى شمال الأرض ذاهمة أو في طريق عودتها إلى جنوب الأرض. وهي علامة على وصول الطيور المهاجرة الأخرى، وذلك ان وصولها ظاهر للونها المميز وأصواتها التي لا تفتأ تغرد بها.